# Trichoptya tuhanensis
Trichoptya tuhanensis är en fjärilsart som beskrevs av Holloway 1976. Trichoptya tuhanensis ingår i släktet Trichoptya och familjen nattflyn. Inga underarter finns listade i Catalogue of Life.